# ألبرت إل. آيرلادند
ألبرت إل. آيرلادند (بالإنجليزية: Albert L. Ireland)‏ هو عسكري أمريكي، ولد في 25 فبراير 1918 في كولد سبرينغ في الولايات المتحدة، وتوفي في 16 نوفمبر 1997.